# Santa Maria d'Horta (Aramunt)
Santa Maria d'Horta és una partida rural formada per camps de conreu del Pallars Jussà situada en el terme municipal de Conca de Dalt, al Pallars Jussà, a l'antic terme d'Aramunt, en l'àmbit del poble d'Aramunt.
Està situada al nord-oest de la vila d'Aramunt, just al costat nord de la masia de la Casanova, a l'esquerra de la Noguera Pallaresa, en el pantà de Sant Antoni, i també a l'esquerra del barranc de Sant Pou. És al nord de les Hortes, al sud-oest del Tros d'Ací i al nord-oest de l'Abadal.
Consta d'unes 4 hectàrees (4,3553) de terres de conreu, pràcticament totes de regadiu.